# Impossiball
L'Impossiball est un puzzle (icosaèdre arrondi) similaire au Rubik's Cube. Il totalise 20 pièces mobiles à réarranger, comme le Rubik's Cube, mais toutes ses pièces sont des coins, comme le Pocket Cube.

## Historique
William O. Gustafson demanda un brevet pour l'Impossiball inventé en 1981 et l'obtint en 1984. Uwe Mèffert acheta les droits de plusieurs brevets et continua à le vendre dans les magasins de jeux sous le nom Impossiball.

## Description

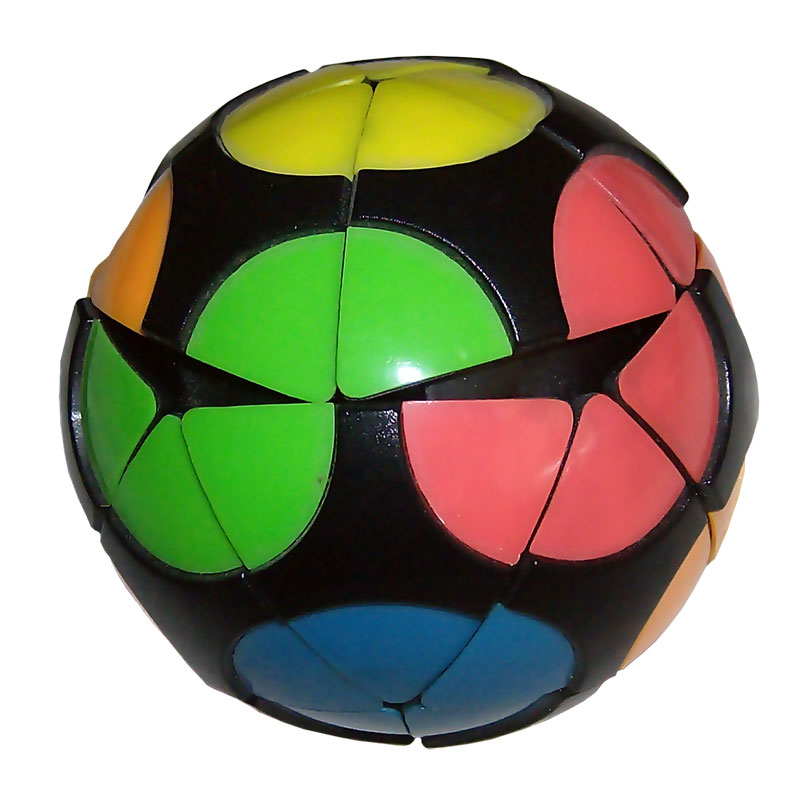
Impossiball en rotation, montrant comment les pièces tournent.

L'Impossiball est construit à partir de la forme d'un icosaèdre ayant été arrondi en sphère. Il possède 20 pièces, toutes des coins. Ce puzzle possède 12 cercles positionnés aux vertices de l'icosaèdre, les cercles opposés étant de même couleur. 
Le but du puzzle de mélanger les couleurs et de les remettre dans leur position originale pour n'avoir qu'une couleur pas cercle. Ce puzzle revient à ne résoudre que les coins du Megaminx. L'Impossiball original a les mêmes couleurs que le Rubik's Cube : rouge, orange, jaune, vert, bleu et blanc. Meffert produit actuellement deux versions, une avec six couleurs et une avec douze. Le six-couleur (voir image) utilise le rose, deux dégradés d'orange, le jaune, le vert et le bleu. Toutes les pièces sont différentes, parce que les deux pièces possédant les mêmes trois couleurs sont miroir l'une de l'autre. Le douze-couleur utilise le rouge, le rose, l'orange, le jaune, deux dégradés de vert, trois de bleu, le violet, le marron et le blanc.

## Solutions
En dépit de son apparence et du grand nombre de positions possibles, l'Impossiball n'est pas plus difficile à résoudre que le Pocket Cube. Beaucoup de techniques employées pour résoudre le Pocket Cube peuvent être adaptées à l'Impossiball.

## Nombre de combinaisons
Il y a 20/2 manières d'arranger les pièces, sans possibilité d'obtenir de permutations étranges. Il y a 319 manières d'orienter les pièces, car l'orientation de la dernière dépend de celle des précédentes. Comme l'Impossiball n'a pas de centre fixe, le résultat est divisé par 60. Il y a 60 positions et orientations possibles pour le premier coin, mais tous sont équivalentes en raison de l'absence de face centrale.
Ceci donne un total de {\displaystyle {\frac {20!\times 3^{19}}{120}}\approx 2,36\times 10^{25}}